# اچ‌ام‌اس سورن (ان۵۷)
اچ‌ام‌اس سورن (ان۵۷) (به انگلیسی: HMS Severn (N57)) یک زیردریایی بود که طول آن ۳۴۵ فوت (۱۰۵ متر) بود. این زیردریایی در سال ۱۹۳۴ ساخته شد.